# Xã Clayton, Quận Mower, Minnesota
Xã Clayton (tiếng Anh: Clayton Township) là một xã thuộc quận Mower, tiểu bang Minnesota, Hoa Kỳ. Năm 2010, dân số của xã này là 158 người.